# Plattsburgh
Plattsburgh is een plaats (city) in de Amerikaanse staat New York, en valt bestuurlijk gezien onder Clinton County.

## Demografie
Bij de volkstelling in 2000 werd het aantal inwoners vastgesteld op 18.816.
In 2006 is het aantal inwoners door het United States Census Bureau geschat op 19.298, een stijging van 482 (2.6%).

## Geografie
Volgens het United States Census Bureau beslaat de plaats een oppervlakte van
17,1 km², waarvan 13,1 km² land en 4,0 km² water. Plattsburgh ligt op ongeveer 36 m boven zeeniveau.

## Plaatsen in de nabije omgeving
De onderstaande figuur toont nabijgelegen plaatsen in een straal van 16 km rond Plattsburgh.

## Geboren
- Jean Arthur (1900-1991), actrice
- Michael Anderson (1959-2003), astronaut